# Jicchak Szum
Jicchak Szum (ur. 1 września 1948 roku w Kiszyniowie) – izraelski piłkarz i trener piłkarski. 

## Kariera
Spełnieniem jego piłkarskiej kariery był występ z reprezentacją Izraela na Mundialu 1970, pierwszym i jedynym starcie tej drużyny w finałach mistrzostw świata. Przez całą karierę piłkarską związany był z Hapoelem Kefar Sawa.
Niedługo potem rozpoczął pracę szkoleniową. Był trenerem m.in. rosyjskiej Alanii Władykaukaz, bułgarskiego Liteksu Łowecz i reprezentacji młodzieżowej Izraela. Od 2002 do 2003 roku pracował w Maccabi Hajfa i w tym czasie wywalczył wicemistrzostwo kraju oraz pierwszy w historii klubu z Izraela awans do Ligi Mistrzów. Podopieczni Szuma w fazie grupowej wygrali z Manchesterem United i Olympiakosem Pireus, ale ostatecznie zajęli trzecie miejsce, gwarantujące grę w Pucharze UEFA. Wyniki z Maccabi zaowocowały propozycją z Panathinaikosu Ateny. Na koniec sezonu 2003–2004 doprowadził Koniczynki do pierwszego od 1996 roku tytułu mistrza Grecji oraz zwycięstwa w rozgrywkach o krajowy Puchar.
Później krótko był trenerem Hapoelu Tel Awiw, a od początku 2007 do 2008 roku pracował w Beitarze Jerozolima. W sezonie 2009/2010 również prowadził Beitar, a w 2010 roku został trenerem Alki Larnaka.